# Javier Margas
Javier Luciano Margas (né le 10 mai 1969 à Santiago du Chili) est un footballeur chilien (défenseur central).

## Biographie
Il est le défenseur le plus capé de l'histoire de la sélection chilienne. Entre 1990 et 2000, il a totalisé 63 sélections et 6 buts pour l'équipe du Chili avec laquelle il a disputé la coupe du monde 1998 en France. À cette occasion, les Chiliens se qualifient pour les huitièmes de finale où ils sont battus par le Brésil (4-1) au Parc des Princes. 
Durant son passage dans le club de Colo Colo, il gagna notamment la Copa Libertadores, la Recopa Sudamericana et la Copa Interamericana. Margas a terminé sa carrière en 2001 dans le club anglais de West Ham.
Depuis, il s'occupe de différents hôtels qu'il a achetés (environ une vingtaine)[réf. nécessaire].

## Clubs
- 1990-1995 :  Colo-Colo
- 1995-1996 :  Club América
- 1997-1998 :  Universidad Católica
- 1998-2001 :  West Ham